# Lecanographa atropunctata
Lecanographa atropunctata är en lavart som beskrevs av Sparrius, Saipunkaew & Wolseley. Lecanographa atropunctata ingår i släktet Lecanographa och familjen Roccellaceae.   Inga underarter finns listade i Catalogue of Life.